# Taça de Portugal 1963/64
Die Taça de Portugal 1963/64 war die 24. Austragung des portugiesischen Pokalwettbewerbs. Er wurde vom portugiesischen Fußballverband ausgetragen. Das Finale fand am 5. Juli 1964 im Estádio Nacional von Oeiras statt. Pokalsieger wurde Benfica Lissabon, der sich im Finale gegen den FC Porto durchsetzte. Der FC Porto nahm am Europapokal der Pokalsieger 1964/65 teil, da Benfica auch die Meisterschaft gewann und am Landesmeister-Wettbewerb teilnahm.
Bis zum Halbfinale wurden alle Begegnungen in Hin- und Rückspiel ausgetragen. Bei Gleichstand in den beiden Spielen gab es ein Entscheidungsspiel.

## Teilnehmende Teams
| Primeira Divisão (14) | Segunda Divisão (28) | Distrikte (2)                                                     |
| --- | --- | ----------------------------------------------------------------- |
| - Académica de Coimbra - FC Barreirense - Belenenses Lissabon - Benfica Lissabon - GD da CUF Barreiro - Leixões SC - Lusitano GC Évora - SC Olhanense - FC Porto - FC Seixal - Sporting Lissabon - Varzim SC - Vitória Guimarães - Vitória Setúbal | - Alhandra SC - Atlético CP - SC Beira-Mar - CD Beja - Boavista Porto - Sporting Braga - CD Cova da Piedade - SC Covilhã - SC Espinho - SC Farense - FC Famalicão - CD Feirense - Leça FC - SGS Leões Santarém - Lusitano FC Vildemoinhos - Lusitano VRSA - Luso FC - AC Marinhense - CD Montijo - UD Oliveirense - Clube Oriental de Lisboa - GD Peniche - Portimonense SC - SG Sacavenense - SC Salgueiros - AD Sanjoanense - SC União Torreense - SC Vianense | - SC Lusitânia (Azoren) - Ferroviário Lourenço Marques (Mosambik) |

## 1. Runde
Die Hinspiele fanden am 22. September 1963 statt, die Rückspiele am 29. September 1963.
|                          | Gesamt |                    | Hinspiel | Rückspiel |
| ------------------------ | ------ | ------------------ | -------- | --------- |
| SC Olhanense             | 1:2    | GD da CUF Barreiro | 0:0      | 1:2       |
| UD Oliveirense           | 1:5    | SC Farense         | 1:1      | 0:4       |
| SC Salgueiros            | 3:2    | CD Feirense        | 2:0      | 1:2       |
| CD Montijo               | 6:4    | SC União Torreense | 4:2      | 2:2       |
| Clube Oriental de Lisboa | 0:8    | Lusitano GC Évora  | 0:2      | 0:6       |
| Luso FC                  | 01:12  | Benfica Lissabon   | 0:6      | 1:6       |
| SGS Leões Santarém       | 01:10  | FC Porto           | 0:7      | 1:3       |
| Lusitano FC Vildemoinhos | 2:9    | Sporting Braga     | 2:5      | 0:4       |
| Portimonense SC          | 0:8    | Leixões SC         | 0:2      | 0:6       |
| AC Marinhense            | 2:1    | SC Espinho         | 0:0      | 2:1       |
| SC Covilhã               | 4:5    | Vitória Setúbal    | 2:3      | 2:2       |
| SC Beira-Mar             | 5:2    | AD Sanjoanense     | 3:0      | 2:2       |
| Belenenses Lissabon      | 5:3    | GD Peniche         | 3:2      | 2:1       |
| Boavista Porto           | 8:4    | CD Beja            | 4:2      | 4:2       |
| Alhandra SC              | 4:9    | Sporting Lissabon  | 3:5      | 1:4       |
| Académica de Coimbra     | 6:1    | Leça FC            | 6:1      | 0:0       |
| FC Barreirense           | 2:2    | Atlético CP        | 1:1      | 1:1       |
| SC Vianense              | 5:1    | Lusitano VRSA      | 5:0      | 0:1       |
| Vitória Guimarães        | 10:00  | FC Seixal          | 6:0      | 4:0       |
| Varzim SC                | 3:3    | CD Cova da Piedade | 2:1      | 1:2       |
| FC Famalicão             | 5:4    | SG Sacavenense     | 2:1      | 3:3       |

### Wiederholungsspiele
|             | Ergebnis |                    |
| ----------- | -------- | ------------------ |
| Atlético CP | 2:0      | FC Barreirense     |
| Varzim SC   | 3:1      | CD Cova da Piedade |

## 2. Runde
Die Hinspiele fanden am 6. Oktober 1963 statt, die Rückspiele am 13. Oktober 1963.
Freilos: Sporting Lissabon
|                    | Gesamt |                      | Hinspiel | Rückspiel |
| ------------------ | ------ | -------------------- | -------- | --------- |
| CD Montijo         | 2:1    | FC Famalicão         | 1:1      | 1:0       |
| Leixões SC         | 3:6    | FC Porto             | 3:2      | 0:4       |
| GD da CUF Barreiro | 6:4    | Sporting Braga       | 6:1      | 0:3       |
| SC Beira-Mar       | 0:4    | Belenenses Lissabon  | 0:1      | 0:3       |
| SC Salgueiros      | 5:2    | SC Farense           | 4:1      | 1:1       |
| Varzim SC          | 1:0    | Académica de Coimbra | 1:0      | 0:0       |
| Vitória Setúbal    | 5:3    | Boavista Porto       | 3:1      | 2:2       |
| Vitória Guimarães  | 6:2    | AC Marinhense        | 5:0      | 1:2       |
| SC Vianense        | 01:17  | Benfica Lissabon     | 1:8      | 0:9       |
| Atlético CP        | 01:10  | Lusitano GC Évora    | 1:4      | 0:6       |

## Achtelfinale
Die Hinspiele fanden am 26. April 1964 statt, die Rückspiele am 10. Mai 1964.
Freilos: Lusitano GC Évora
|                    | Gesamt |                     | Hinspiel | Rückspiel |
| ------------------ | ------ | ------------------- | -------- | --------- |
| FC Porto           | 5:2    | Vitória Guimarães   | 3:1      | 2:1       |
| CD Montijo         | 01:10  | Belenenses Lissabon | 1:3      | 0:7       |
| SC Salgueiros      | 2:4    | Benfica Lissabon    | 1:1      | 1:3       |
| Vitória Setúbal    | 2:2    | Sporting Lissabon   | 2:2      | 0:0       |
| GD da CUF Barreiro | 6:4    | Varzim SC           | 5:2      | 1:2       |

### Entscheidungsspiel
|                 | Ergebnis |                   |
| --------------- | -------- | ----------------- |
| Vitória Setúbal | 1:0      | Sporting Lissabon |

## Viertelfinale
Die Teams von Mosambik und den Azoren stiegen in dieser Runde ein. Die Hinspiele fanden am 24. Mai und 7. Juni 1964 statt, die Rückspiele am 13. und 14. Juni 1964.
|                              | Gesamt |                     | Hinspiel | Rückspiel |
| ---------------------------- | ------ | ------------------- | -------- | --------- |
| FC Porto                     | 9:3    | GD da CUF Barreiro  | 6:1      | 3:2       |
| Lusitano GC Évora            | 02:11  | Benfica Lissabon    | 1:8      | 1:3       |
| Vitória Setúbal              | 1:4    | Belenenses Lissabon | 1:2      | 0:2       |
| Ferroviário Lourenço Marques | 3:5    | SC Lusitânia        | 1:3      | 2:2       |

## Halbfinale
Das Hinspiel fanden am 22. Juni 1964 statt, das Rückspiel am 28. Juni 1964.
|                  | Gesamt |                     | Hinspiel | Rückspiel |
| ---------------- | ------ | ------------------- | -------- | --------- |
| Benfica Lissabon | 6:1    | Belenenses Lissabon | 3:1      | 3:0       |
| FC Porto         | w. o.  | SC Lusitânia        | -:-      | -:-       |

## Finale
| Paarung          | Benfica Lissabon – FC Porto |
| Ergebnis         | 6:2 (3:1) |
| Datum            | 5. Juli 1964 |
| Stadion          | Estádio Nacional, Oeiras |
| Schiedsrichter   | José Rosa Nunes |
| Tore             | 1:0 José Áugusto (10.) 2:0 José Áugusto (12.) 2:1 Custódio Pinto (17.) 3:1 Eusébio (30., Foulelfmeter) 4:1 António Simões (48.) 4:2 Carlos Baptista (70.) 5:2 Serafim Pereira (71.) 6:2 José Augusto Torres (82.)                  |
| Benfica Lissabon | Alberto da Costa Pereira – Fernando Cruz, Raúl Machado, Germano de Figueiredo – Domiciano Cavém, Mário Coluna , António Simões – José Augusto Torres, José Augusto, Eusébio, Serafim Pereira Cheftrainer: Lajos Czeizler ( Ungarn) |
| FC Porto         | Américo Lopes – Alberto Festa, António Paula, João Almeida – Carlos Baptista, Joaquim Jorge, Custódio Pinto – Hernâni Silva, Azumir Verissimo, Jaime Silva, Francisco Nóbrega Cheftrainer: Otto Glória ( Brasilien)                |